# Croce (famiglia)

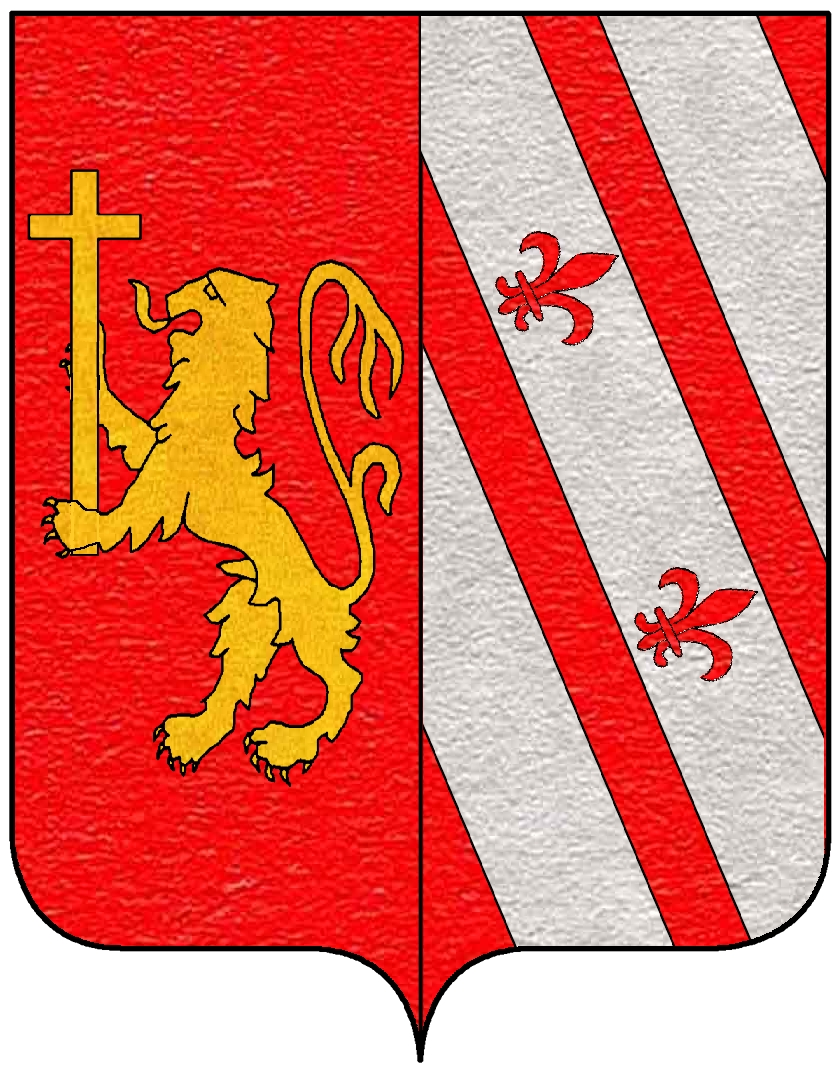
Lo stemma dei Croce

La famiglia Croce (nelle fonti anche Crosi, Crossio, Crosio, Crusi, de Cruce o de Cros in croato anche Kručić, o Krušić) fu una famiglia nobile della Repubblica di Ragusa.

## Storia
Secondo un'antichissima tradizione, i Croce provennero a Ragusa da Roma. Come tutte le casate, si divisero in vari rami, che a loro volta assunsero dei soprannomi: un ramo dei Croce che ebbe una certa importanza fra la fine del Duecento e la prima metà del Trecento fu quello degli Spavaldi (nelle fonti anche Spavaldo). Nel XIV secolo i Croce furono fra le dieci casate più ricche della Repubblica, ma nei secoli immediatamente seguenti persero rapidamente d'importanza.
Fra il 1440 e il 1640 i Croce contarono 10 membri del Maggior Consiglio, pari al 0,45% sul totale. In questi duecento anni, ottennero anche due cariche senatoriali (0,06%) e una volta la qualifica di Rettore della Repubblica (0,04%).
La famiglia risulta estinta a Ragusa alla fine del XVIII secolo. Alcuni rami minori sopravvissero in Italia, a Caserta e a Chivasso.

## Personalità notabili (in ordine cronologico)
- Giovanni Croce (o Crosio) (XIV secolo) - Vescovo di Stagno, fu il primo vescovo a stabilirsi a Curzola, assumendo la carica in modo del tutto singolare: essendo la diocesi di Stagno in condizioni disagiate a causa dell'influenza dei bogomili, gli abitanti di Curzola invitarono il locale vescovo a venire a risiedere nell'isola, a condizione che a proprie spese riuscisse a convincere il papa e il vescovo di Lesina, il cui territorio comprendeva anche Curzola. Il permesso di papa Bonifacio VIII arrivò nel 1301, di conseguenza Curzola fu inserita nel territorio della diocesi di Stagno, fino a quando nel 1541 venne creata la nuova diocesi di Curzola.